# Lepidocephalus weberi
Lepidocephalus weberi es una especie de pez de la familia Cobitidae en el orden de los Cypriniformes.